# Ilvy Njiokiktjien
Ilvy Njiokiktjien (Utrecht, 28 september 1984) is een Nederlandse fotografe van Chinees-Indonesische afkomst.

## Leven en werk
Ilvy Njiokiktjien volgde de School voor de Journalistiek in Utrecht en werkte daarna voor Sp!ts en het ANP. In 2007 werkte zij als fotografe in Zuid-Afrika. In januari 2008 won zij de Canon Prijs, de prijs voor jong fotografisch talent.
Eind mei 2008 kwam ze als nog vrij onbekende fotografe, werkzaam voor het dagblad Spits in het nieuws doordat cabaretier Theo Maassen tijdens een optreden op het Comedy Festival in De Melkweg in Amsterdam haar digitale camera afnam en op het podium kapotsmeet ten overstaan van het publiek. Volgens de organisatie van het festival was er sprake van een ‘communicatiefout’. Maassen was toegezegd dat er niet zou worden gefotografeerd tijdens zijn voorstelling, maar Njiokiktjien had echter van de organisatie toestemming gekregen er te fotograferen. Maassen zou in de veronderstelling zijn geweest dat zij in weerwil van een verbod het optreden met opzet verstoorde.
De apparatuur die Maassen kapotsmeet betrof de camera die zij had gekregen toen ze in januari van dat jaar door de jury van de Zilveren Camera was uitgeroepen tot talent van het jaar.
Maassen zou aan het publiek hebben gevraagd wat hij met de camera moest doen. ‘Wanneer iedereen hard applaudisseert, gooi ik hem kapot, wanneer het stil blijft, krijgt mevrouw het terug.’ Toen de zaal begon te applaudisseren, vernielde Maassen de camera. Daarop riep Maassen dat iedereen die het niet beviel, maar weg moest gaan. Enkele tientallen mensen verlieten daarop de voorstelling, terwijl de cabaretier hen nariep: ‘Donder maar gewoon op, voor jullie tien anderen.’ Na afloop van de voorstelling werd Maassen door de politie verhoord. Njiokiktjien trok haar aangifte in, nadat Maassen en de Melkweg hun excuses aanboden en toezegden de camera te zullen vergoeden.
In oktober 2008 won Njiokiktjien de National Geographic fotoprijs in de categorie Mens. Op 10 april 2013 werd zij als eerste benoemd tot Fotograaf des Vaderlands. Dat is een eretitel, in navolging van Dichter des Vaderlands, om het vak fotografie bij het grote publiek bekender te maken. Njiokiktjien maakte voor de zogenaamde “Fotoweek 2013” een speciale fotoserie, die werd geëxposeerd in het fotomuseum Foam.
In januari 2014 won ze als eerste vrouw de Zilveren Camera. Ze kreeg deze prijs voor een foto die ze in 2013 maakte van de begrafenis van Nelson Mandela.

## Enkele foto's van Njiokiktjien

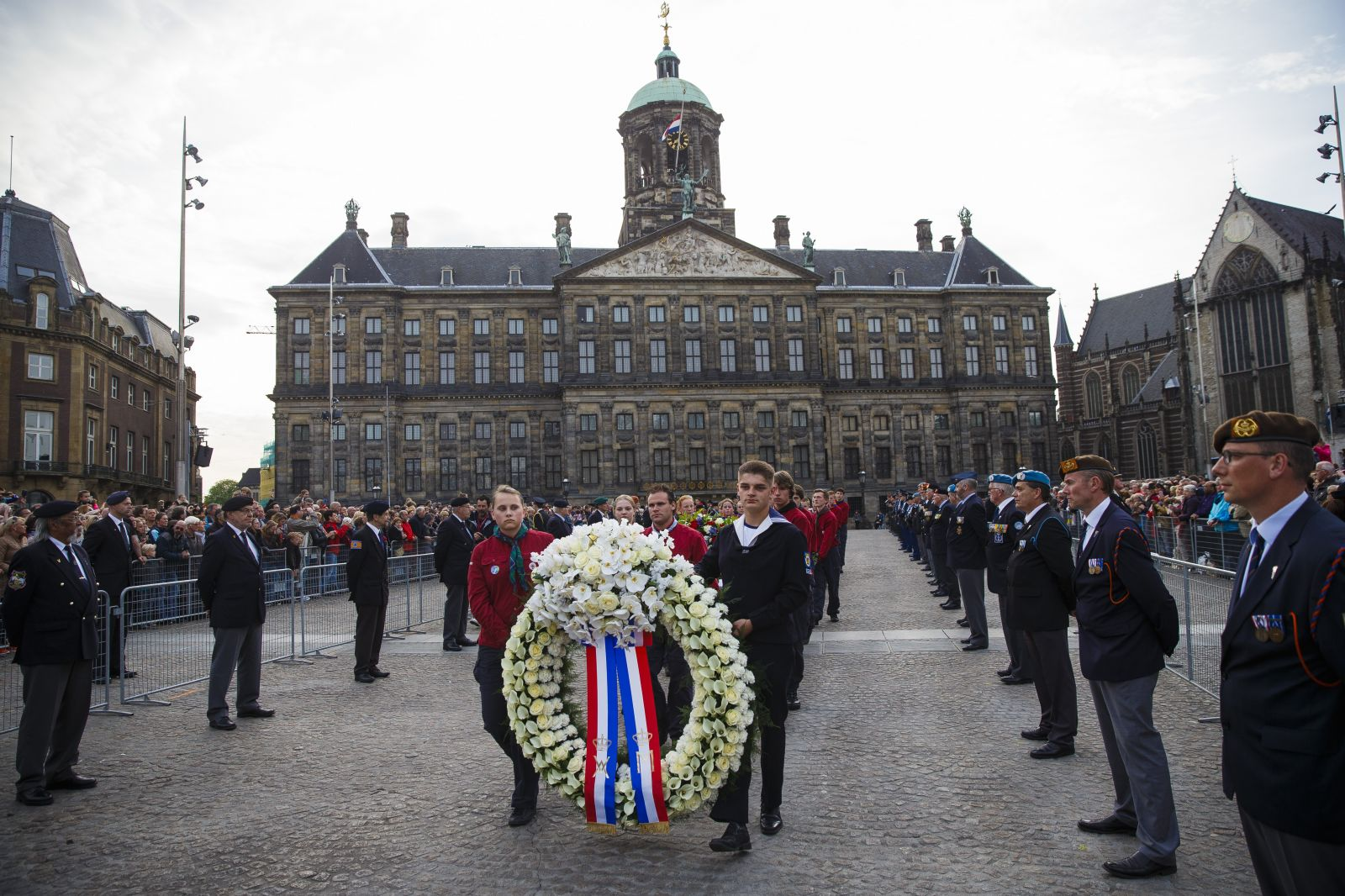
Kranslegging, 4 mei 2014
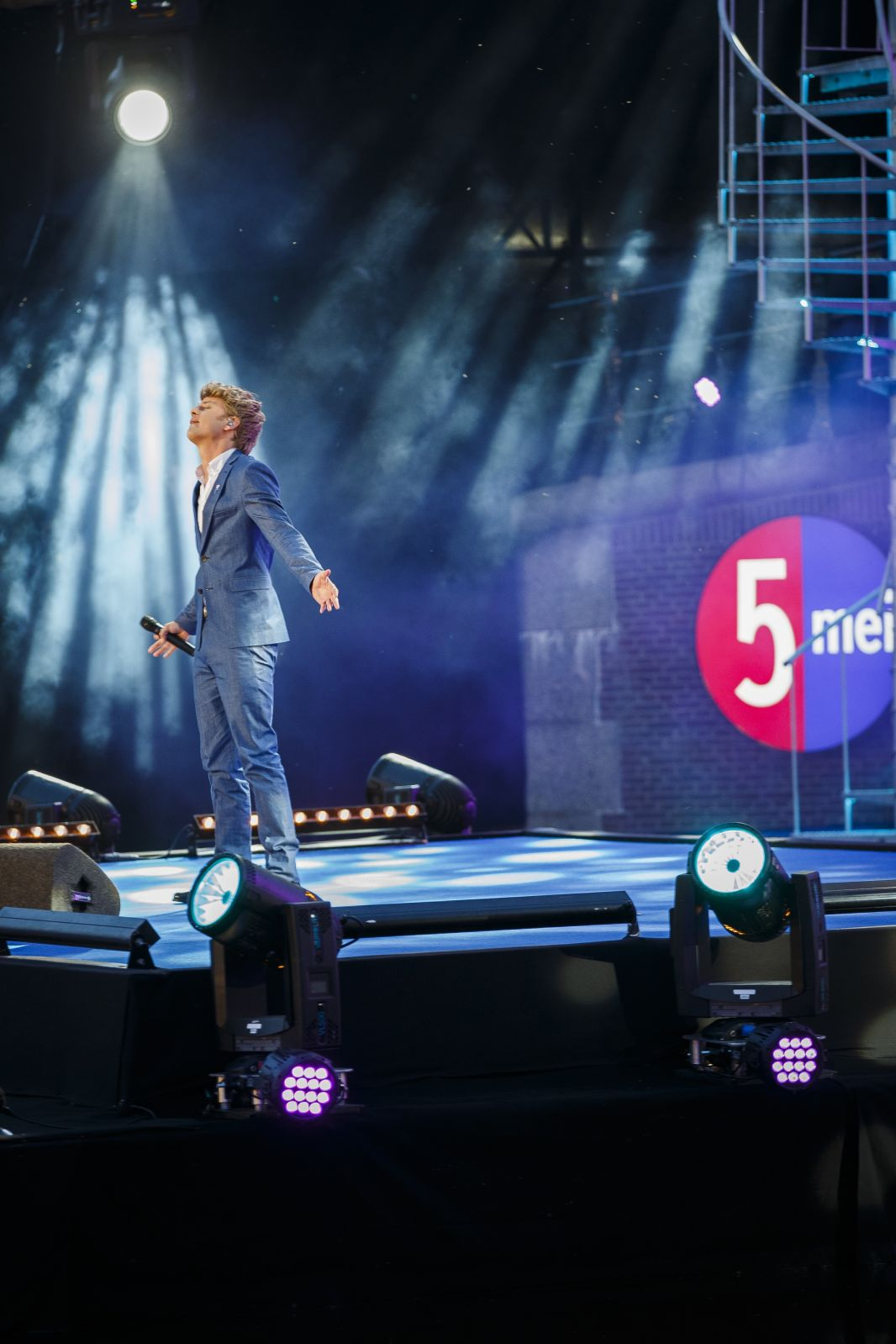
Wouter Hamel, 5 mei 2014
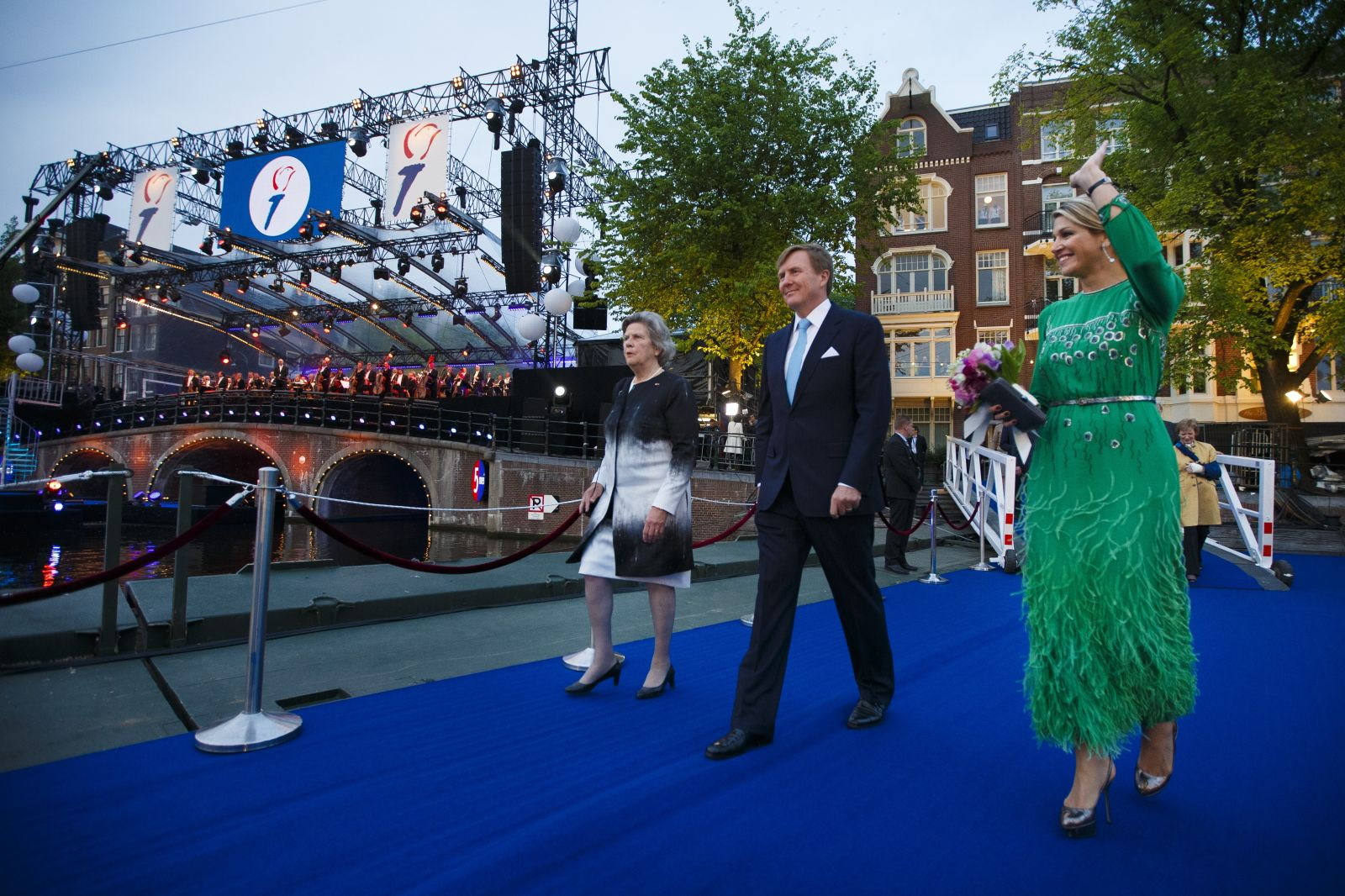
Koningspaar, 5 mei 2014
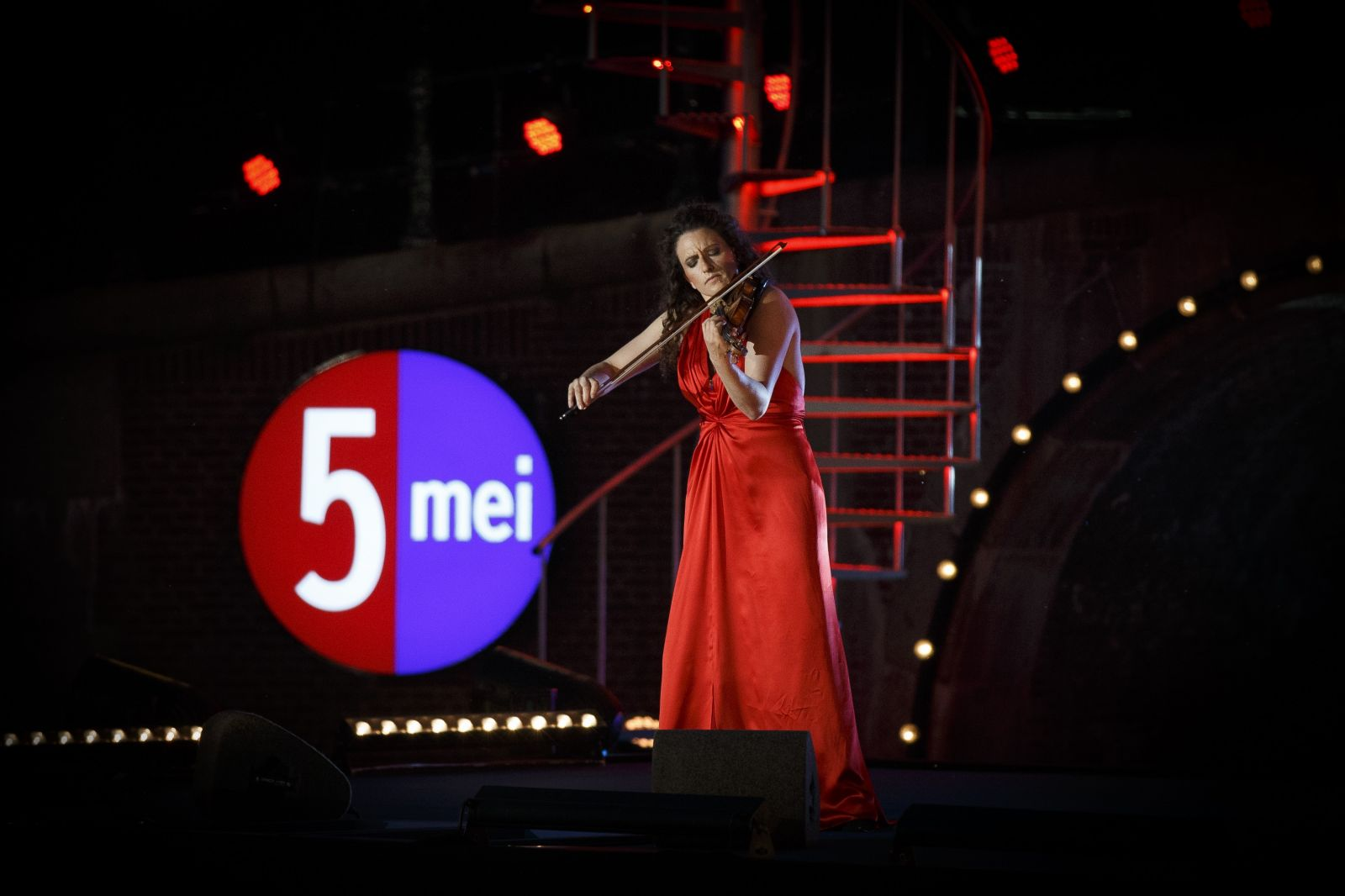
Liza Ferschtman

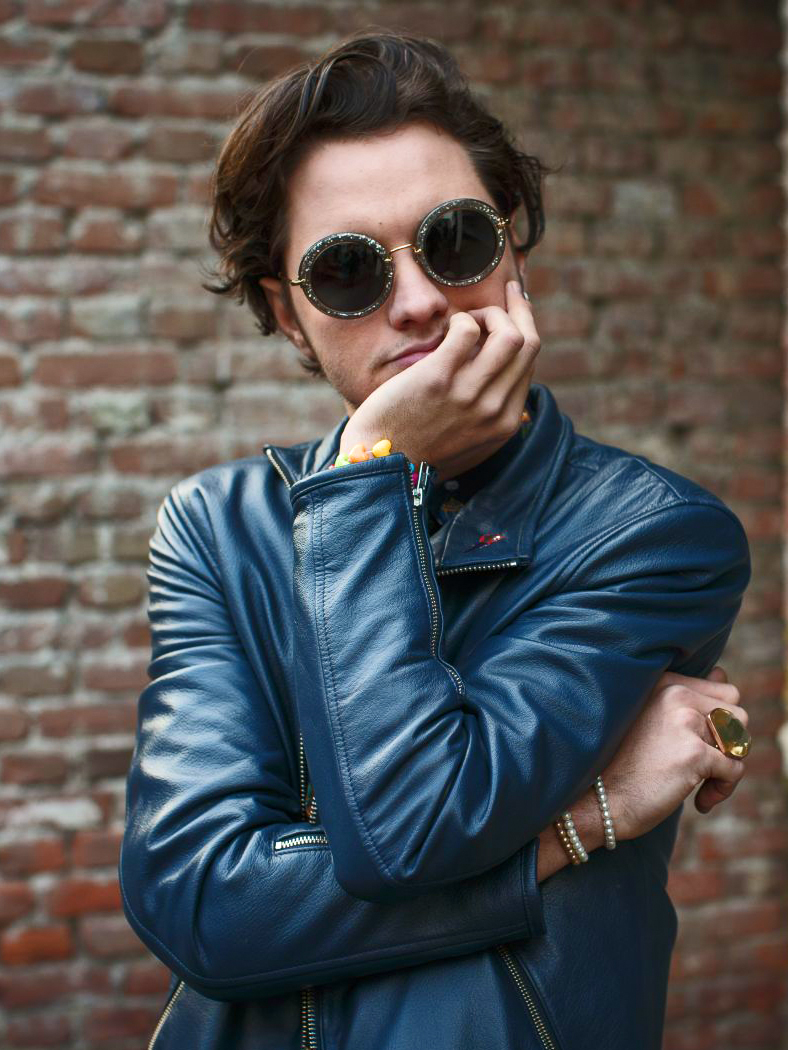
Jett Rebel
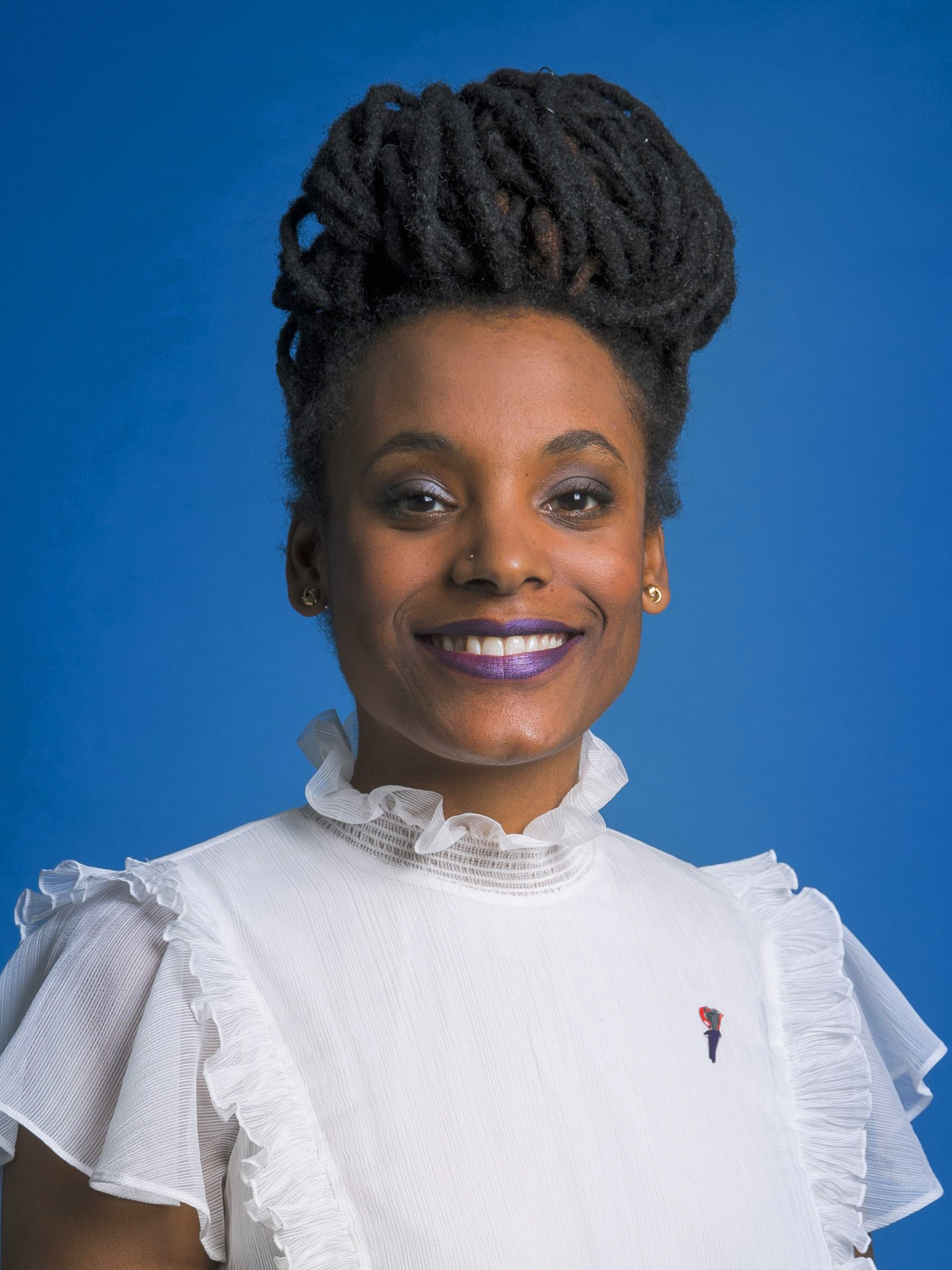
Joy Wielkens
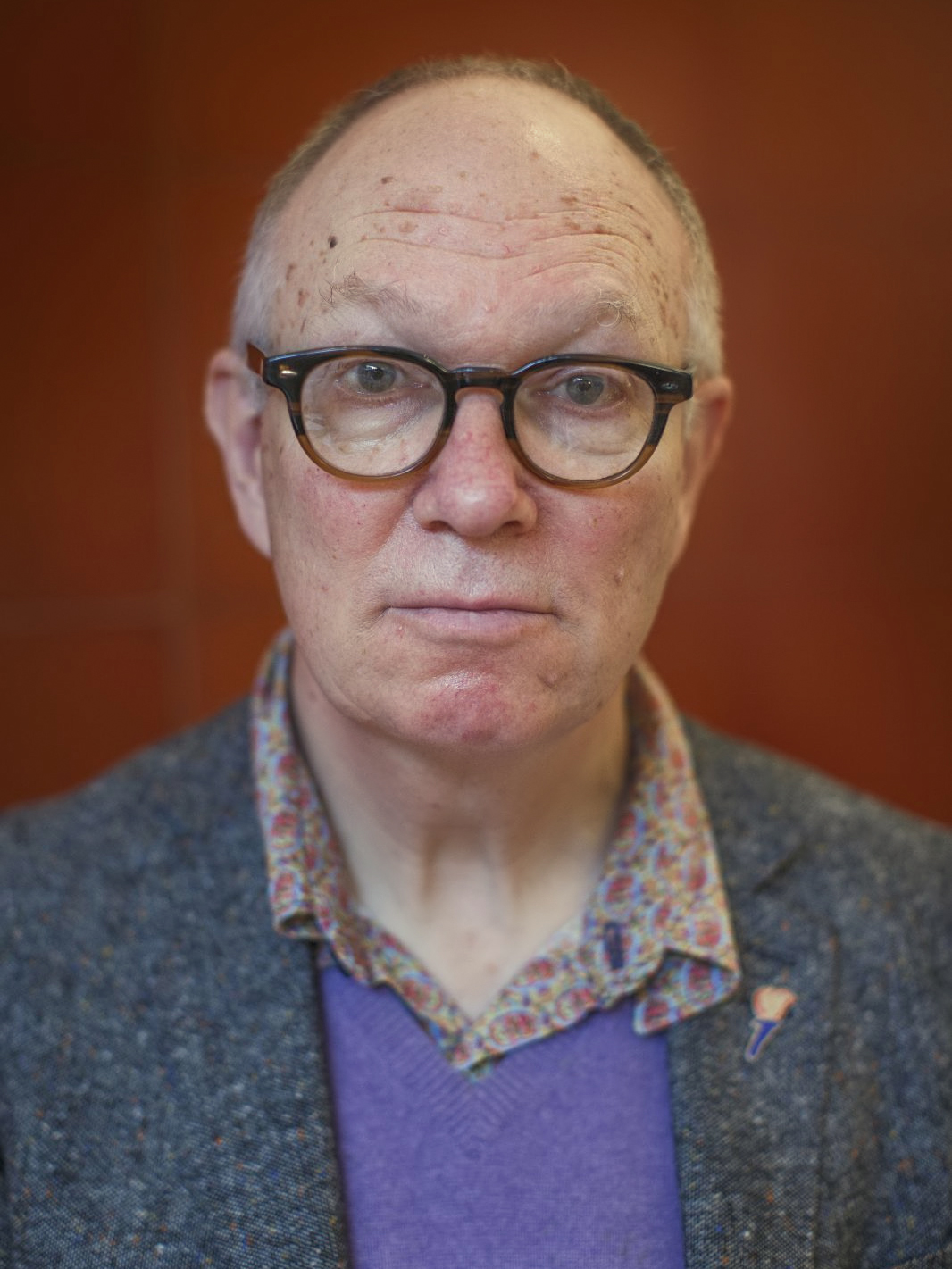
Ian Buruma
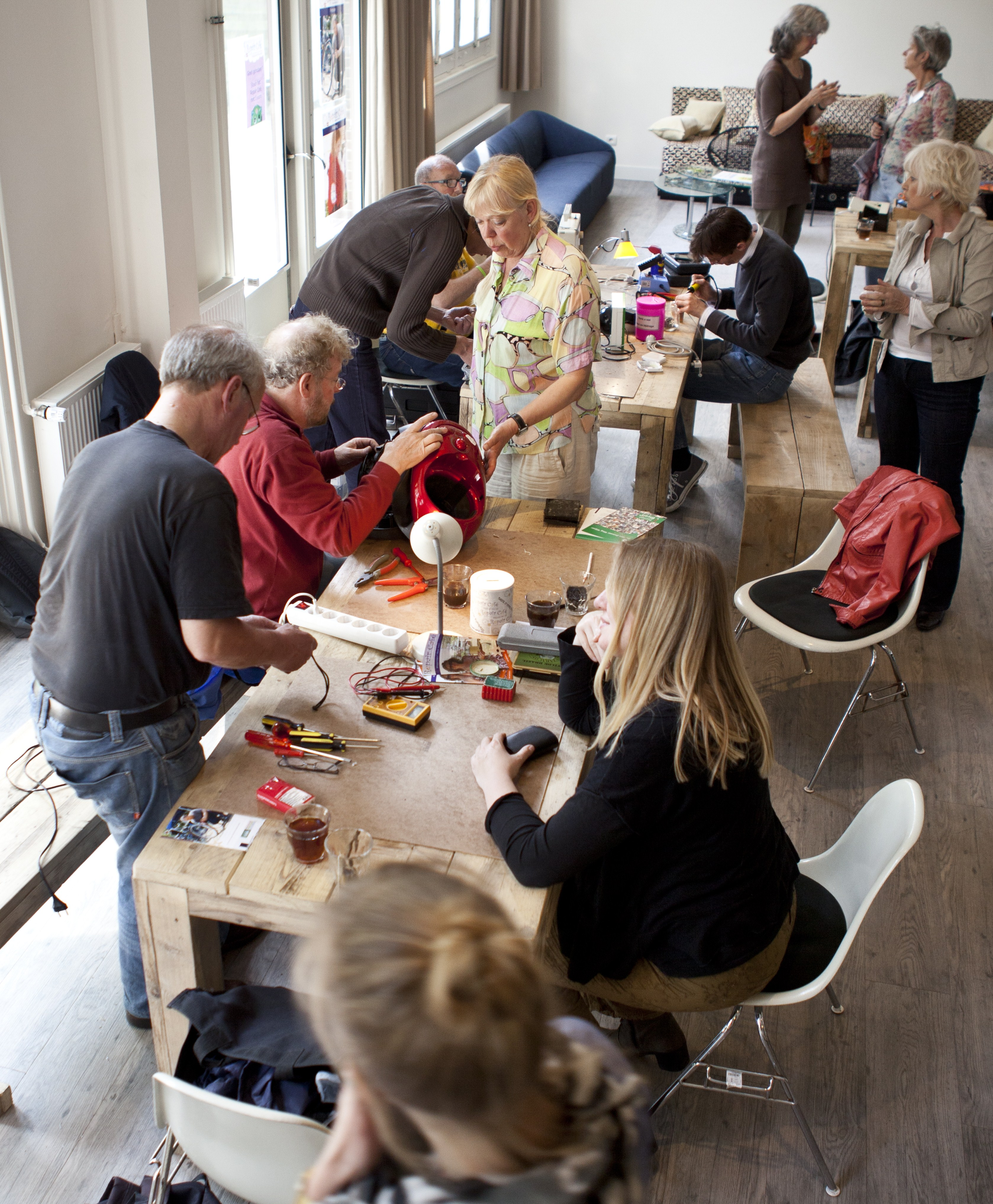
Repair Café 2012

## Publicaties (selectie)
- Ilvy Njiokiktjien: Born Free. Mandela's Generation of Hope. [Hilversum], 2019
- Ilvy Njiokiktjien: Slagroomtaart en slingers. Nederland in 100 verjaardagen. Met teksten van Sabeth Snijders. Amsterdam, Schilt Publishing, 2014. ISBN 978-90-5330-847-9